# New Central Airlines
New Central Air Corporation (Japans: 新中央航空株式会社, Shin Chūō Kōkū Kabushiki-gaisha) is een Japanse luchtvaartmaatschappij met haar basis op het vliegveld van Ryugasaki in de prefectuur Ibaraki.
De luchtvaartmaatschappij voert lijnvluchten uit vanaf de luchthaven van Chofu in de prefectuur Tokio.
New Central Airlines werd opgericht op 15 december 1978.

## Bestemmingen
Op maandag 11 april 2011 voerde New Central Airlines vanaf de luchthaven van Chofu vluchten uit naar volgende plaatsen:
- Oshima
- Niijima
- Kouzushima

## Vloot
De vloot van New Central Airlines bestond in september 2010 uit volgende toestellen:
- 2 Britten-Norman Islander
- 3 Dornier Do 228